# توشکودوک
توشکودوک (قزاقی: Тущыкудук) یک شهر و منطقه مسکونی در قزاقستان است که در استان مین‌قشلاق واقع شده‌است.